# دریپتوسور
دریپتوسور (نام علمی: Dryptosaurus) به معنی درنده‌خزنده، یک سرده منقرض‌شده از دایناسورهای تروپود گوشت‌خوار مربوط به دوره کرتاسه پسین می‌باشد که در حدود ۶۷ میلیون سال پیش در ایالت نیوجرسی کنونی می‌زیست. دریپتوسور اکولانگس تنها گونه شناخته شده این سرده محسوب می‌شود.
دریپتوسور یکی از نخستین ددپایان شناخته شده برای جامعه علمی است و اگر چه امروزه دایناسوری ناشناخته برای عامه مردم محسوب می‌شود، اما به خاطر یک انگاشت هنری که توسط چارلز نایت در سال ۱۸۹۷ با وجود سوابق سنگواره‌ای ضعیف از آن کشیده شد به یکی معروف‌ترین دایناسورهای آن زمان بدل شد.

## توصیف

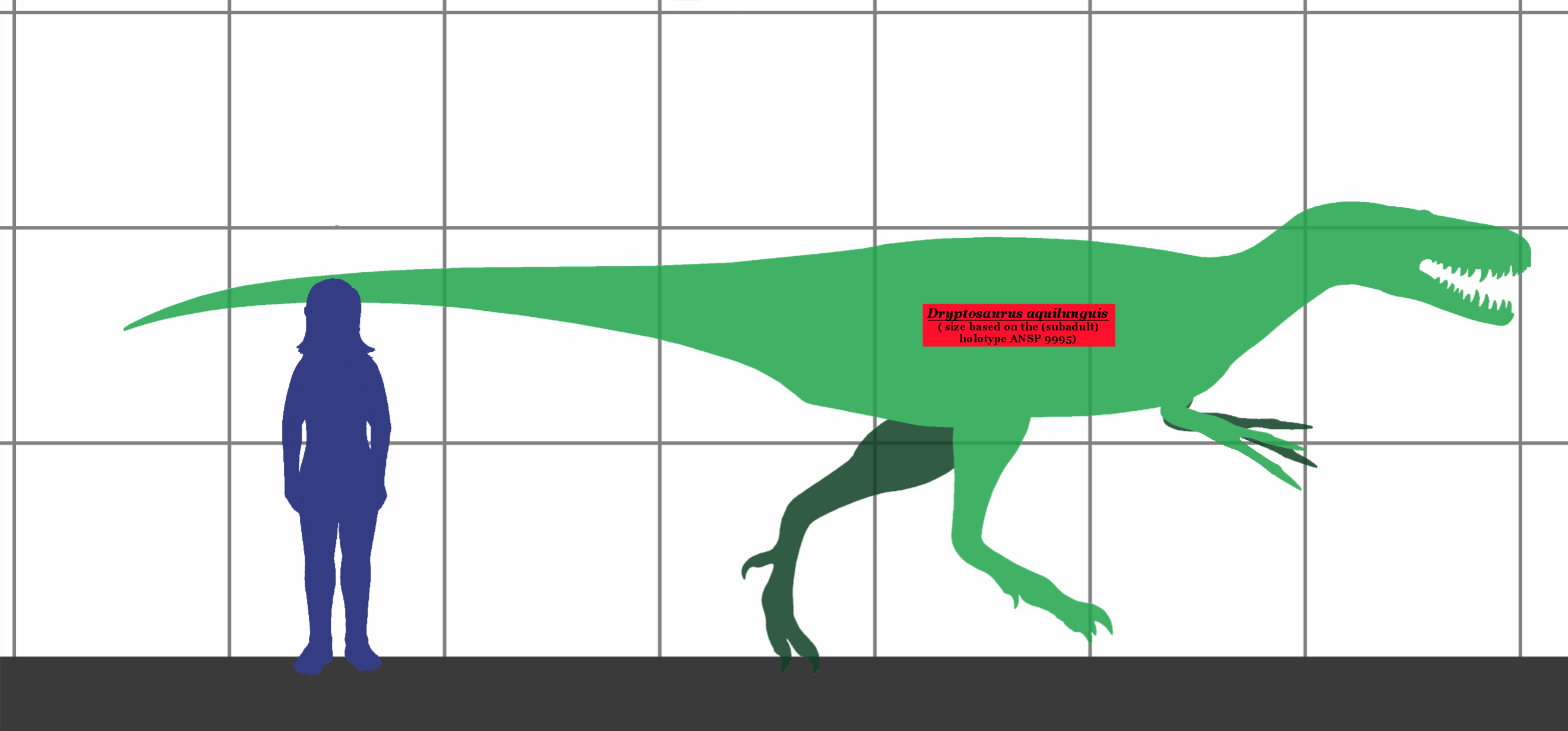
مقایسه اندازه دریپتوسور با انسان

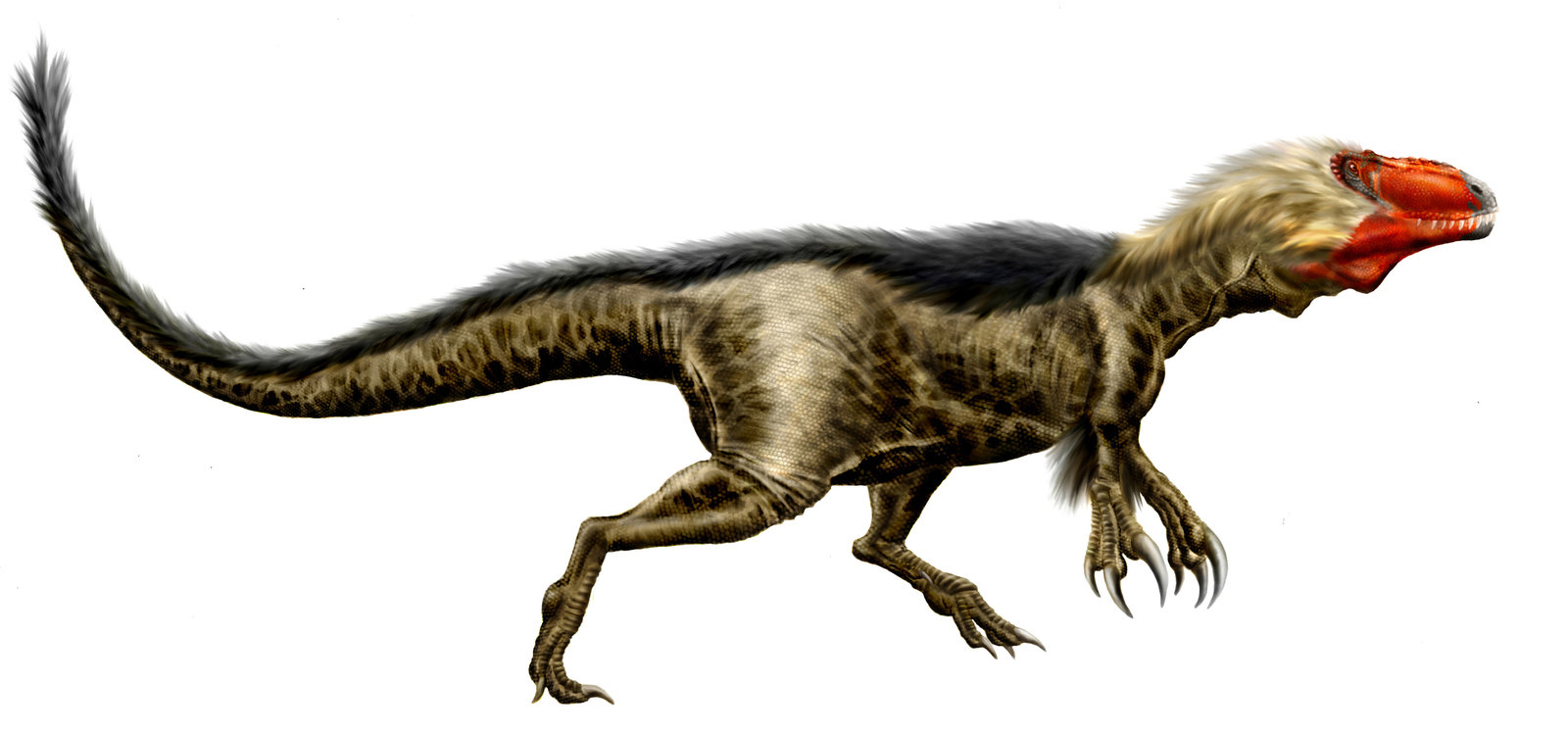
برداشت کنونی از پیکر دریپتوسور

دریپتوسور یک دایناسور ددپا با جثه متوسط بود که حدود ۷٫۵ متر طول و ۱٫۵ تن وزن داشت. مانند بیشتر ددپایان دریپتوسور نیز دارای دندان‌های چاقومانند و دست‌های بلند و سه انگشتی بود. پنجه‌های دست دریپتوسور تا حدود ۲۵ سانتی‌متر طول داشتند و شبیه پنجه‌های عقاب بودند، از این رو گونه دریپتوسور را اکولانگس یا عقاب‌پنجه می‌نامند.

## کشف و نام‌گذاری

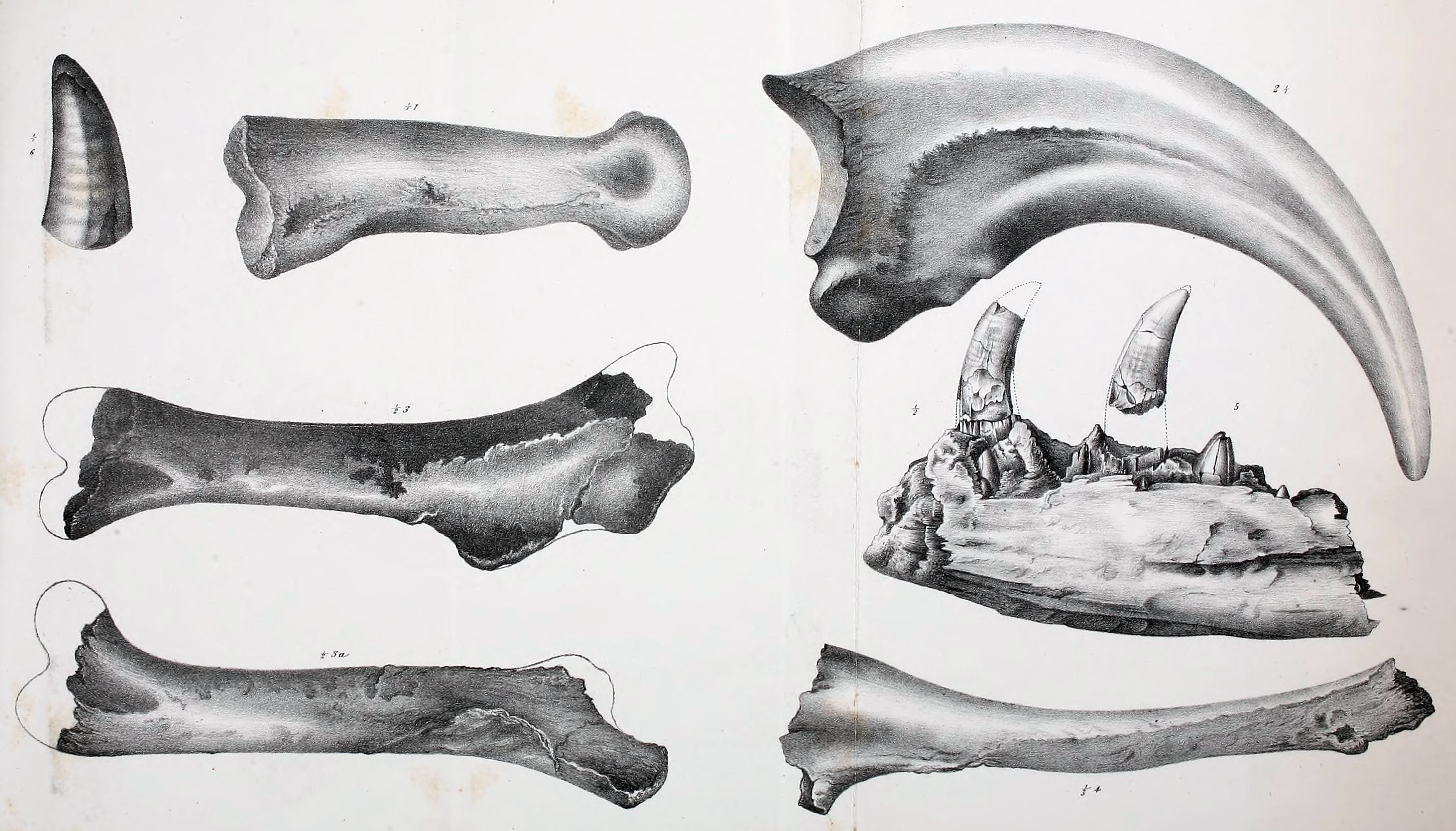
نگاره بقایای گونه‌نام لی‌لپس (دریپتوسور کنونی)

دریپتوسور در کنار گونه‌هایی مانند هادروسور از نخستین دایناسورهایی بود که در آمریکای شمالی شناسایی شد. اولین بار ادوارد درینکر کوپه این جانور را در سال ۱۸۶۶ توصیف کرد و آن را لی‌لپس اکولانگس نامید. تا پیش از کشف لی‌لپس بقایای شناخته شده از دایناسورهای گوشت‌خوار بر جدید محدود به بقایای چند دندان بود و لی‌لپس نخستین دایناسور گوشت‌خواری بود که آثاری از اسکلت آن نیز یافت شد. نام امروزی این گونه دایناسور در سال ۱۸۷۷ توسط رقیب کوپه یعنی اتنیل چارلز مارش برای آن برگزیده شد. چرا که مشخص گردید واژه لی‌لپس پیشتر برای نام‌گذاری سرده‌ای از میان‌روزنان به کار رفته بود.
در طول سده نوزدهم میلادی چندین گونه از دایناسورهای گوشت‌خوار بومی آمریکای شمالی در سرده‌های لی‌لپس و دریپتوسور طبقه‌بندی شدند اما سپس در طبقه‌بندی آن‌ها تجدید نظر صورت گرفت و در سرده‌های مخصوص به خود قرار گرفتند.

## طبقه‌بندی
دریپتوسور (لی‌لپس) نخست توسط کوپه به دلیل همانندی زیاد با سرده مگالوسور از انگلستان به عنوان سرده‌ای از خانواده بزرگ‌خزندگان طبقه‌بندی شد؛ این موضوع تا حدود زیادی به این دلیل بود که هنوز اطلاعات اندکی دربارهٔ ددپایان و کلادشناسی آن‌ها وجود داشت. اتنیل چارلز مارش در سال ۱۸۹۰ دریپتوسور را در خانواده‌ای مخصوص به خودش با نام درنده‌خزندگان (Dryptosauridae) طبقه‌بندی کرد. امروزه دریپتوسور به عنوان یکی از بستگان نزدیک اما ابتدایی بیدادگرخزندگان در بالاخانواده بیدادگرخزنده‌ریختان طبقه‌بندی می‌شود.

## در فرهنگ عامه

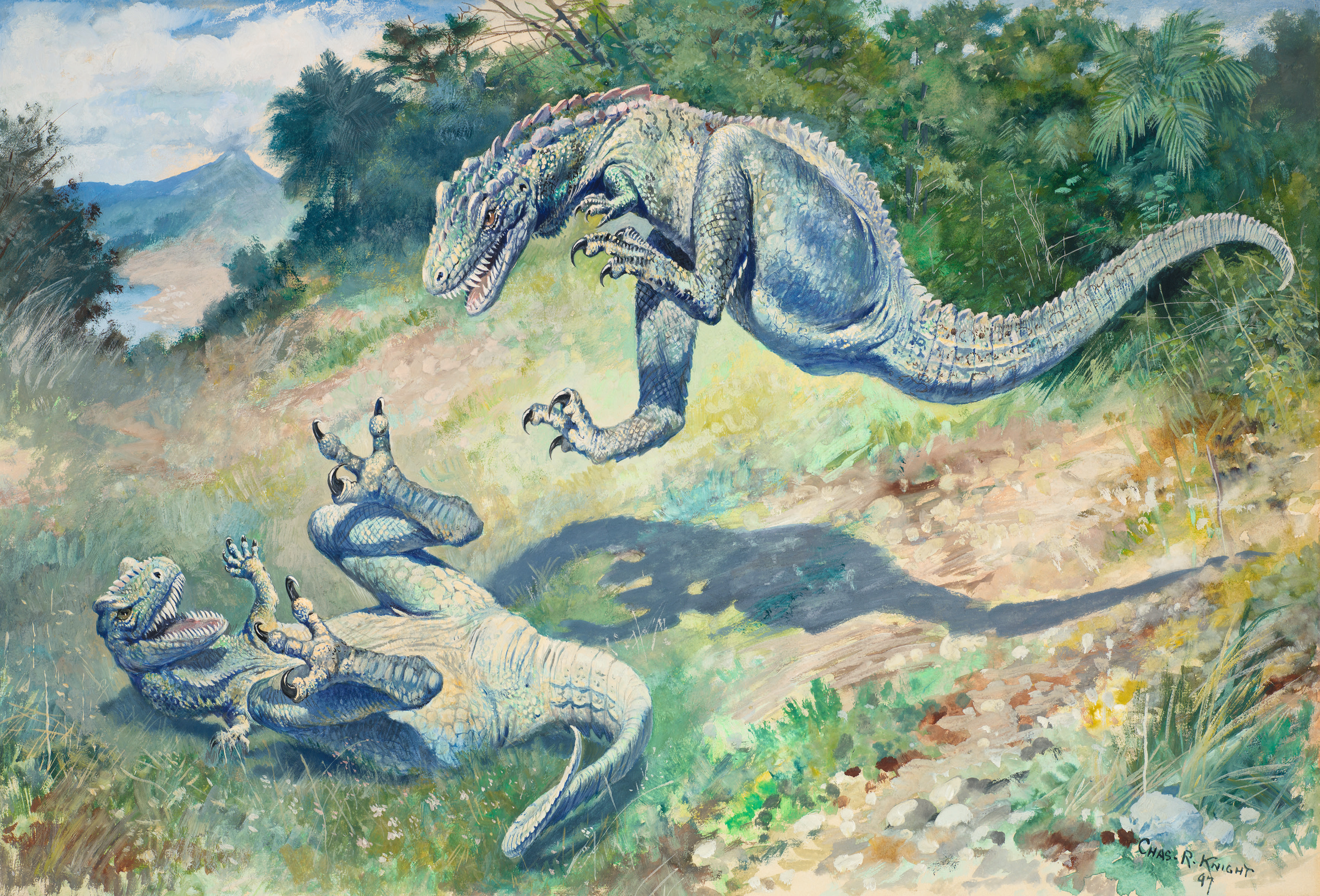
نگاره لی‌لپس جهنده اثر چارلز نایت

در سال ۱۸۹۷ چارلز نایت هنرمند آمریکایی نگاره‌ای از نبرد دو دریپتوسور را با عنوان «لی‌لپس جهنده» به تصویر درآورد. این نگاره از جمله نخستین تصویرسازی‌هایی بود که ددپایان را به صورت جانورانی چالاک و فعال نشان می‌داد. با این حال نایت در این نگاره به شیوه کلاسیک در توصیف دایناسورهای گوشت‌خوار دریپتوسور را همراه با پوستی زره‌دار، دست‌های کوچک و دندان‌های برجسته به تصویر کشید. نگاره کشیده شده توسط چارلز نایت اکنون در موزه تاریخ طبیعی آمریکا نگهداری می‌شود.